# Сенегал на літніх Олімпійських іграх 2016
Сенегал на літніх Олімпійських іграх 2016 представляли 22 спортсмени в 7 видах спорту. Жодної медалі олімпійці Сенегалу не завоювали.

## Спортсмени
| Дисципліна                      | Чоловіки | Жінки | Разом |
| ------------------------------- | -------- | ----- | ----- |
| Легка атлетика                  | 1        | 1     | 2     |
| Баскетбол                       | 0        | 12    | 12    |
| Веслування на байдарках і каное | 1        | 0     | 1     |
| Фехтування                      | 1        | 0     | 1     |
| Дзюдо                           | 0        | 1     | 1     |
| Плавання                        | 1        | 1     | 2     |
| Тхеквондо                       | 1        | 0     | 1     |
| Боротьба                        | 1        | 1     | 2     |
| Разом                           | 6        | 16    | 22    |

## Легка атлетика
Легенда
- Note — місця, наведені дня дисциплін на треку, стосуються тільки окремого забігу, в якому взяв участь спортсмен
- Q = пройшов у наступне коло напряму
- q = пройшов у наступне коло за добором (для трекових дисциплін - найшвидші часи серед тих, хто не пройшов напряму; для технічних дисциплін - увійшов до визначеної кількості фіналістів за місцем якщо напряму пройшло менше спортсменів, ніж визначена кількість)
- NR = Національний рекорд
- N/A = Коло відсутнє у цій дисципліні
- Bye = спортсменові не потрібно змагатися у цьому колі

Трекові і шосейні дисципліни
| Спортсмен     | Дисципліна                               | Попередній забіг | Попередній забіг | Півфінал        | Півфінал        | Фінал           | Фінал           |
| Спортсмен     | Дисципліна                               | Результат        | Місце            | Результат       | Місце           | Результат       | Місце           |
| ------------- | ---------------------------------------- | ---------------- | ---------------- | --------------- | --------------- | --------------- | --------------- |
| Махтар Н'Діає | біг на 400 метрів з бар'єрами (чоловіки) | 49.91            | 6                | Завершив виступ | Завершив виступ | Завершив виступ | Завершив виступ |

Технічні дисципліни
| Спортсмен | Дисципліна             | Кваліфікація       | Кваліфікація | Фінал              | Фінал            |
| Спортсмен | Дисципліна             | Результат у метрах | Місце        | Результат у метрах | Місце            |
| --------- | ---------------------- | ------------------ | ------------ | ------------------ | ---------------- |
| Емі Сен   | метання молота (жінки) | 64.83              | 25           | Завершила виступ   | Завершила виступ |

## Баскетбол

### Жіночий турнір
Склад команди
Нижче наведено склад збірної Сенегалу в турнірі з баскетболу на літніх Олімпійських іграх 2016.
Груповий етап
| Команда | І | В | П | З   | П   | РМ   | О  |
| ------- | - | - | - | --- | --- | ---- | -- |
| США     | 5 | 5 | 0 | 520 | 316 | +204 | 10 |
| Іспанія | 5 | 4 | 1 | 387 | 333 | +54  | 9  |
| Канада  | 5 | 3 | 2 | 340 | 347 | -7   | 8  |
| Сербія  | 5 | 2 | 3 | 385 | 406 | −21  | 7  |
| КНР     | 5 | 1 | 4 | 371 | 428 | −57  | 6  |
| Сенегал | 5 | 0 | 5 | 309 | 482 | −173 | 5  |

| 7 серпня 2016 12:00 | Протокол | США                                                    | 121–56 | Сенегал                                                |  | Молодіжна арена Глядачів: 2219 |
| 7 серпня 2016 12:00 | Протокол | Рахунок за чвертями: 35-9, 29-12, 30-17, 27-18         |        |                                                        |  | Молодіжна арена Глядачів: 2219 |
| 7 серпня 2016 12:00 | Протокол | Очки: 4 гравці по 15 Підб.: Фоулз, Грінер 7 РП: Берд 8 |        | Очки: Дієнг 10 Підб.: Діарра, Айя Траоре 5 РП: Дієнг 4 |  | Молодіжна арена Глядачів: 2219 |

| 8 серпня 2016 19:45 | Протокол | Сенегал                                         | 64–101 | КНР                                           |  | Молодіжна арена Глядачів: 2907 |
| 8 серпня 2016 19:45 | Протокол | Рахунок за чвертями: 21–26, 17–21, 15–26, 11–28 |        |                                               |  | Молодіжна арена Глядачів: 2907 |
| 8 серпня 2016 19:45 | Протокол | Очки: Ас. Траоре 16 Підб.: Діарра 8 РП: Дієнг 4 |        | Очки: Шао, Сань Мен 17 Підб.: Лу 7 РП: Чжао 6 |  | Молодіжна арена Глядачів: 2907 |

| 10 серпня 2016 17:45 | Протокол | Сенегал                                         | 58–68 | Канада                                       |  | Молодіжна арена Глядачів: 2640 |
| 10 серпня 2016 17:45 | Протокол | Рахунок за чвертями: 10–17, 14–16, 17–22, 17–13 |       |                                              |  | Молодіжна арена Глядачів: 2640 |
| 10 серпня 2016 17:45 | Протокол | Очки: Ас. Траоре 24 Підб.: Діарра 9 РП: Дьєм 6  |       | Очки: Нерс 14 Підб.: Тетхем 10 РП: Ланглуа 6 |  | Молодіжна арена Глядачів: 2640 |

| 12 серпня 2016 17:45 | Протокол | Іспанія                                             | 97–43 | Сенегал                                       |  | Молодіжна арена Глядачів: 3329 |
| 12 серпня 2016 17:45 | Протокол | Рахунок за чвертями: 26–11, 20–8, 25–13, 26–11      |       |                                               |  | Молодіжна арена Глядачів: 3329 |
| 12 серпня 2016 17:45 | Протокол | Очки: Торренс 14 Підб.: Ніколлс 7 РП: 4 гравці по 5 |       | Очки: Сі 16 Підб.: Діарра 6 РП: 3 гравці по 2 |  | Молодіжна арена Глядачів: 3329 |

| 14 серпня 2016 15:30 | Протокол | Сенегал                                            | 88–95 | Сербія                                            |  | Молодіжна арена Глядачів: 3113 |
| 14 серпня 2016 15:30 | Протокол | Рахунок за чвертями: 15–27, 28–28, 23–21, 22–19    |       |                                                   |  | Молодіжна арена Глядачів: 3113 |
| 14 серпня 2016 15:30 | Протокол | Очки: Ас. Траоре 30 Підб.: Ас. Траоре 8 РП: Діуф 8 |       | Очки: Петрович 20 Підб.: Пейдж 8 РП: А. Дабович 8 |  | Молодіжна арена Глядачів: 3113 |

## Веслування на байдарках і каное

### Слалом
| Спортсмен      | Дисципліна   | Попередній раунд | Попередній раунд | Попередній раунд | Попередній раунд | Попередній раунд | Попередній раунд | Півфінал        | Півфінал        | Фінал           | Фінал           |
| Спортсмен      | Дисципліна   | Заплив 1         | Місце            | Заплив 2         | Місце            | Кращий           | Місце            | Час             | Місце           | Час             | Місце           |
| -------------- | ------------ | ---------------- | ---------------- | ---------------- | ---------------- | ---------------- | ---------------- | --------------- | --------------- | --------------- | --------------- |
| Жан-П'єр Борис | чоловіки К-1 | 110.94           | 16               | 109.27           | 15               | 109.27           | 18               | Завершив виступ | Завершив виступ | Завершив виступ | Завершив виступ |

## Фехтування
| Спортсмен       | Дисципліна                     | 1/32 фіналу        | 1/16 фіналу        | 1/8 фіналу         | Чвертьфінал        | Півфінал           | Фінал / БМ         | Фінал / БМ      |
| Спортсмен       | Дисципліна                     | Суперник Результат | Суперник Результат | Суперник Результат | Суперник Результат | Суперник Результат | Суперник Результат | Місце           |
| --------------- | ------------------------------ | ------------------ | ------------------ | ------------------ | ------------------ | ------------------ | ------------------ | --------------- |
| Александре Бузе | індивідуальна шпага (чоловіки) | Bye                | Боцко (HUN) L 9–15 | Завершив виступ    | Завершив виступ    | Завершив виступ    | Завершив виступ    | Завершив виступ |

## Дзюдо
| Спортсмен     | Категорія        | 1/16 фіналу              | 1/8 фіналу         | Чвертьфінали       | Півфінали          | Втішний поєдинок   | Фінал / БМ         | Фінал / БМ       |
| Спортсмен     | Категорія        | Суперник Результат       | Суперник Результат | Суперник Результат | Суперник Результат | Суперник Результат | Суперник Результат | Місце            |
| ------------- | ---------------- | ------------------------ | ------------------ | ------------------ | ------------------ | ------------------ | ------------------ | ---------------- |
| Ортанс Дьєдью | до 57 кг (жінки) | Верхаген (NED) L 000–100 | Завершила виступ   | Завершила виступ   | Завершила виступ   | Завершила виступ   | Завершила виступ   | Завершила виступ |

## Плавання
| Спортсмен     | Дисципліна                          | Попередній заплив | Попередній заплив | Півфінал         | Півфінал         | Фінал            | Фінал            |
| Спортсмен     | Дисципліна                          | Час               | Місце             | Час              | Місце            | Час              | Місце            |
| ------------- | ----------------------------------- | ----------------- | ----------------- | ---------------- | ---------------- | ---------------- | ---------------- |
| Абдул Ніане   | 50 метрів вільним стилем (чоловіки) | 23.66             | 48                | Завершив виступ  | Завершив виступ  | Завершив виступ  | Завершив виступ  |
| Ава Лі Н'Діає | 50 метрів вільним стилем (жінки)    | DSQ               | DSQ               | Завершила виступ | Завершила виступ | Завершила виступ | Завершила виступ |

## Тхеквондо
| Спортсмен  | Категорія           | 1/8 фіналу          | Чвертьфінали       | Півфінали          | Втішний поєдинок   | Фінал / БМ         | Фінал / БМ      |
| Спортсмен  | Категорія           | Суперник Результат  | Суперник Результат | Суперник Результат | Суперник Результат | Суперник Результат | Місце           |
| ---------- | ------------------- | ------------------- | ------------------ | ------------------ | ------------------ | ------------------ | --------------- |
| Балла Дійє | до 68 кг (чоловіки) | Робак (POL) L 12–15 | Завершив виступ    | Завершив виступ    | Завершив виступ    | Завершив виступ    | Завершив виступ |

## Боротьба
Легенда:
- VT – Перемога на туше.
- PP – Перемога за очками – з технічними очками в того, хто програв.
- PO – Перемога за очками – без технічних очок в того, хто програв.
- ST – Перемога за явної переваги – різниця в очках становить принаймні 8 (греко-римська боротьба) або 10 (вільна боротьба) очок, без технічних очок у того, хто програв.

Чоловіки
| Спортсмен    | Категорія | Кваліфікація           | 1/8 фіналу           | Чвертьфінал        | Півфінал           | Втішний поєдинок 1 | Втішний поєдинок 2 | Фінал / БМ         | Фінал / БМ |
| Спортсмен    | Категорія | Суперник Результат     | Суперник Результат   | Суперник Результат | Суперник Результат | Суперник Результат | Суперник Результат | Суперник Результат | Місце      |
| ------------ | --------- | ---------------------- | -------------------- | ------------------ | ------------------ | ------------------ | ------------------ | ------------------ | ---------- |
| Адама Діатта | до 57 кг  | Бехбаяр (MGL) W 3–1 PP | Bonne (CUB) L 1–3 PP | Завершив виступ    | Завершив виступ    | Завершив виступ    | Завершив виступ    | Завершив виступ    | 10         |

Жінки
| Спортсменка   | Категорія | Кваліфікація        | 1/8 фіналу            | Чвертьфінал           | Півфінал            | Втішний поєдинок 1  | Втішний поєдинок 2     | Фінал / БМ          | Фінал / БМ |
| Спортсменка   | Категорія | Суперниця Результат | Суперниця Результат   | Суперниця Результат   | Суперниця Результат | Суперниця Результат | Суперниця Результат    | Суперниця Результат | Місце      |
| ------------- | --------- | ------------------- | --------------------- | --------------------- | ------------------- | ------------------- | ---------------------- | ------------------- | ---------- |
| Ізабель Самбу | до 53 кг  | Bye                 | Nguyễn (VIE) W 5–0 VT | Йосіда (JPN) L 0–3 PO | Завершила виступ    | Bye                 | Синишин (AZE) L 0–3 PO | Завершила виступ    | 8          |